# Fjellstrand AS
Fjellstrand AS är ett norskt skeppsvarv, som ligger i Omastrand i Kvams kommun i Hordaland. Det grundades 1928 av Odd Oma som Fjellstrands Båtbyggeri och byggde till en början roddbåtar och senare livbåtar. Från 1952 tillverkades varvets livbåtar i aluminium och under perioden 1956–1964 också i glasfiberarmerad plast. 
År 1976 började Fjellstrand bygga snabbgående färjor, från 1980-talet med katamaranskrov med upp till 35–40 knop. På 1990-talet byggdes också 35 meter långa passagerarkatamaraner med bärplan för 400 passagerare och med en hastighet på upp till 50 knop.
Varvet brann ned 1964, men återuppbyggdes. 
Fjellstrand fusionerade 1969 med A/S Årdal og Sunndal Verk och Akergruppen till A/S Fjellstrand Aluminium Yachts, från 1986 benämnt Fjellstrand A/S.
År 1989 övertogs varvet av Kvæerner Industrier A/S och namnändrades till A/S Kværner Fjellstrand. Det köptes 2000 av Hans Martin Grandal.
Fjellstrand byggde 1962 bokbåten Epos i aluminium. År 1967 byggde varvet passagerarfartyget Vargøy för 91 passagerare, vilket då var väldens största fartyg i aluminium. 
År 2014 utsågs den eldrivna färjan M/F Ampere till Ship of the Year av tidskriften Skipsrevyen. År 2022 utsågs den eldrivna snabbfärjan M/S Medstraum, som byggts för rederiet Kolumbus, också till Ship of the Year.

## Byggda fartyg i urval
- Bokbåten Epos, 1963
- R/V Oscar von Sydow, 1976, havsforskningsfartyg
- Silvertärnan, varvsnummer 1489, 1976, nu M/S Evert Taube med hemmahamn i Stockholm
- Bactus, motorfartyg, varvsnummer 1504, 1976, senare bland annat Väderö af Fjällbacka i Fjällbacka och Elegant Terft i  Hirtshals
- Veslestril, varvsnummer 1517, 1977, senare bland annat Kung Märta i Västervik
- Årås, varvsnummer 1500, 1978, senare bland annat Johan Skytte i Enköping och Hollungen i Hvalers skärgård
- Asheim Senior, varvsnummer 1516, 1978, senare bland annat Maria Eleonora af Nåttarö på Nåttarö
- Streif Senior, varvsnummer 1528, 1979, senare Öfararen i Dalarö
- Biskopsbussen, varvsnummer 1527, 1980, senare Sund i trafik på Hallands Väderö från Torekov
- Veslestril, varvsnummer 1533, 1981, senare Gotska Sandön på traden Nynäshamn – Gotska Sandön – Slite
- Tuva, varvsnummer 1538, 1981, från 1997 registrerad i Sverige
- Øydronningen, varvsnummer 1555, 1982, senare Vitaskär i Simrishamn
- Barca, varvsnummer 1624, hydrofoil-katamaran för Far East Hydrofoil Co., 1995
- M/F Ampere, varvsnummer 1696, eldriven färja för Norled, 2014, Ship of the Year 2014
- M/S Medstraum, varvsnummer 1700, snabbgående eledriven färja för kollektivtrafikrederiet Kolumbus i Rogaland, 2022, Ship of the Year 2022

## Bildgalleri

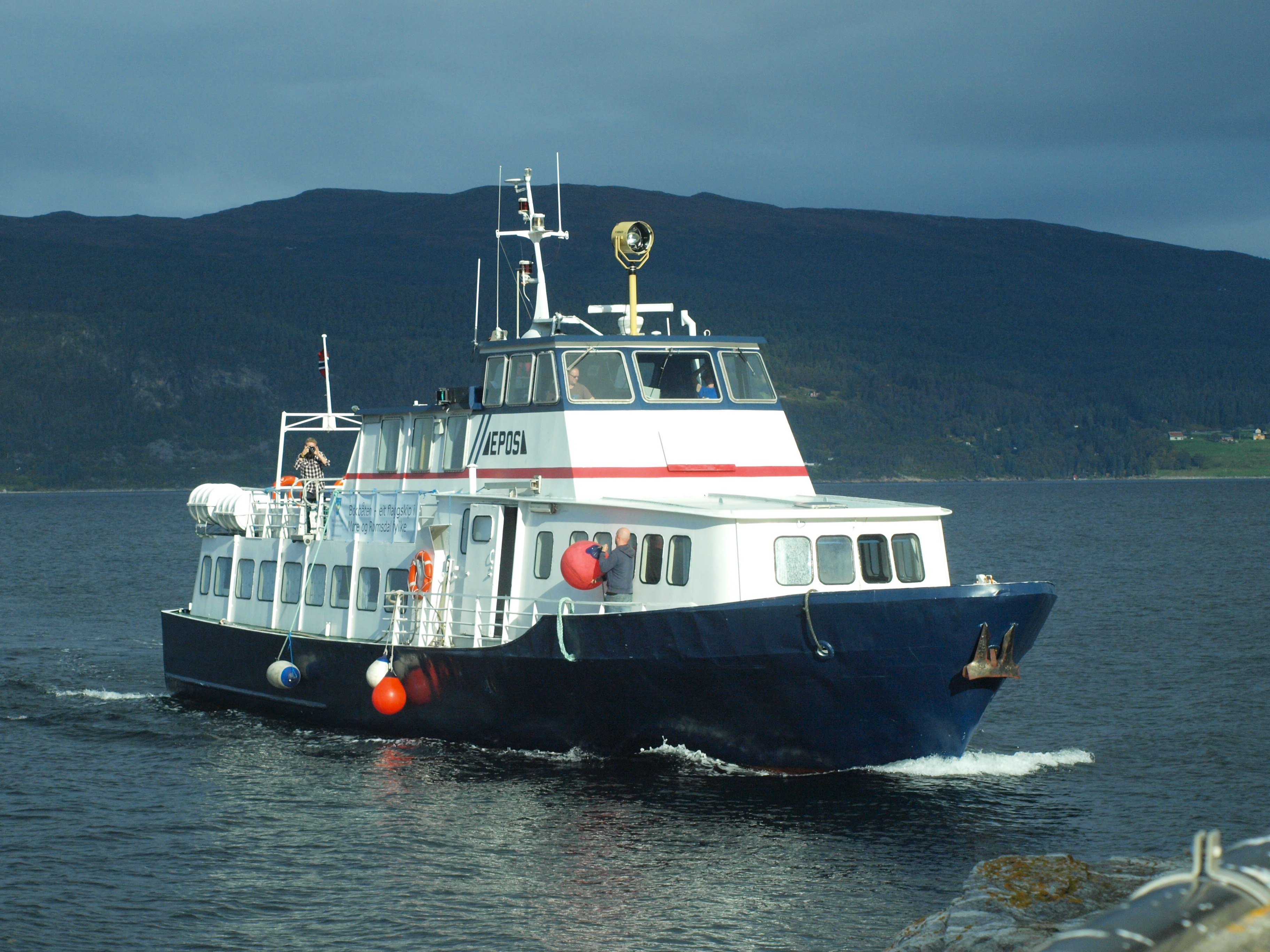
Bokbåten Epos
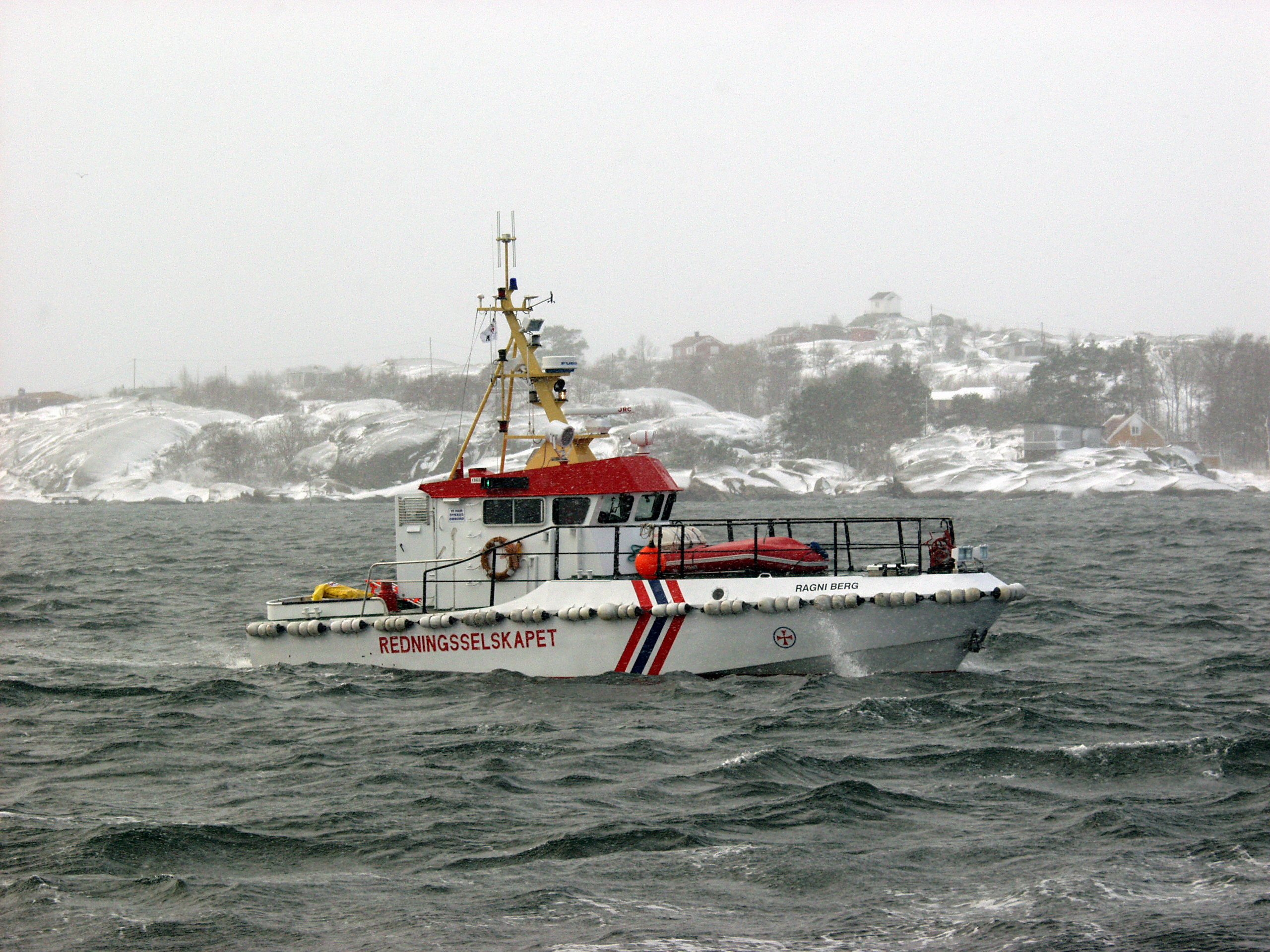
Sjöräddningsfartyget Ragni Berg
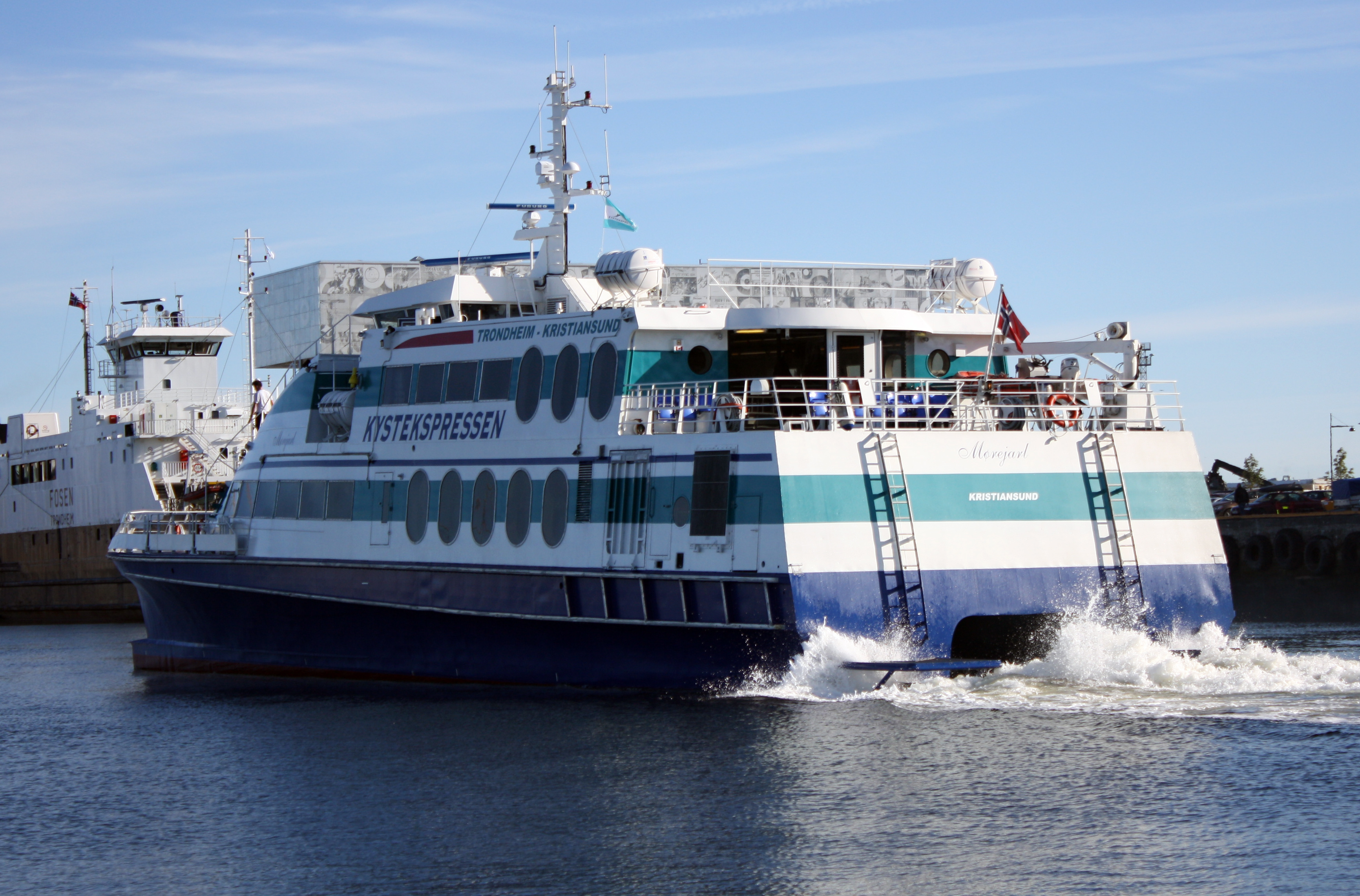
MS Mørejarl i Trondheim
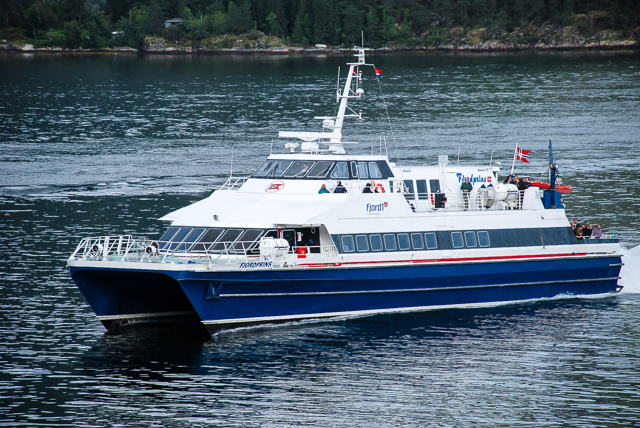
M/S Fjordprins i Balestrand
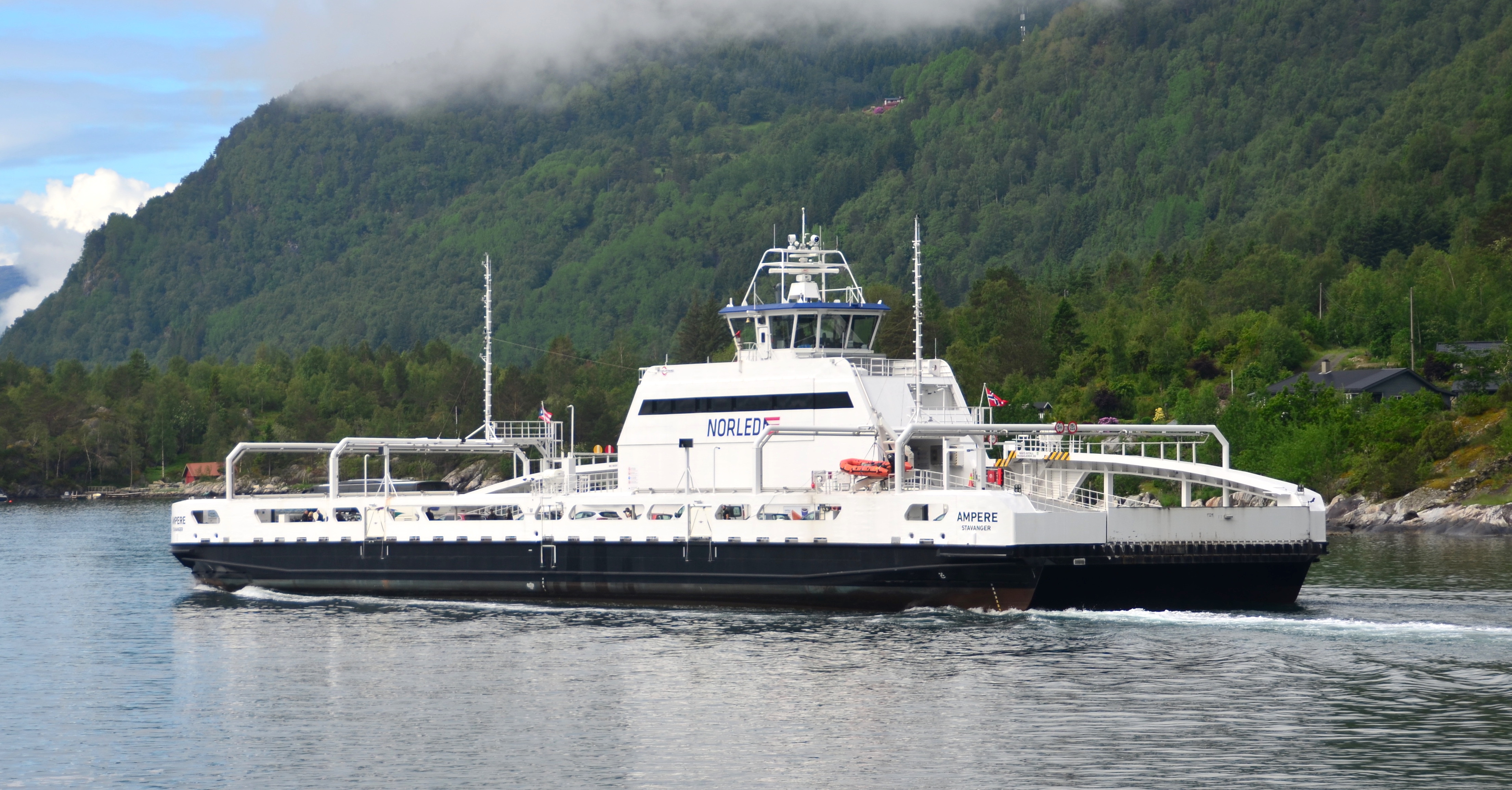
M/F Ampere på Sognefjorden i närheten av Lavik hamn i Sogn og Fjordane
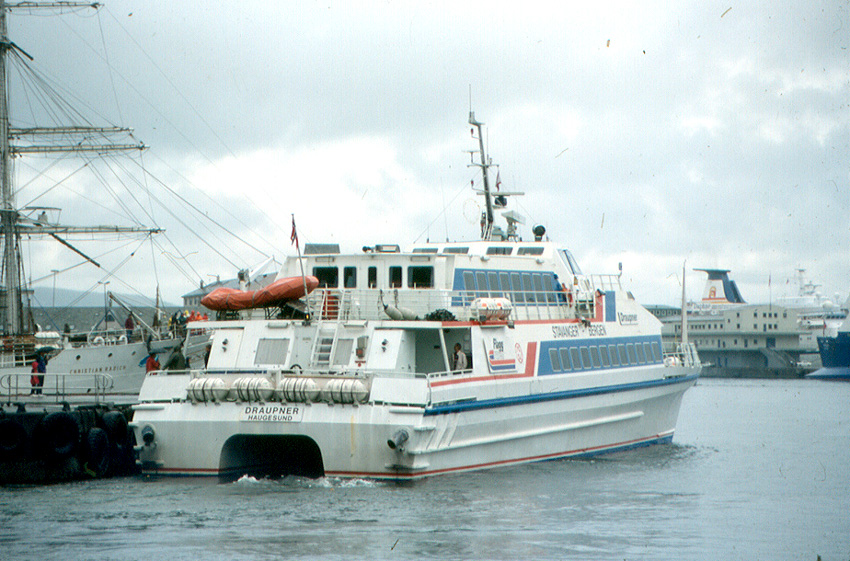
M/S Draupner